# Domice d'Amiens
Saint Domice, chanoine d'Amiens, (~695 - 775) et guide spirituel de Sainte Ulphe est un saint de Picardie. Il est fêté le 23 octobre (natalice) et le 16 mai (translation de ses reliques).

## Biographie
D'origine picarde, Domice était chanoine d'Amiens et diacre. Il concilia sa vie communautaire avec une vie d'ermite. En effet, il obtint de Chrétien, évêque d'Amiens, l'autorisation de se retirer dans un ermitage qu'il construisit sur la rive gauche de l'Avre, entre Hailles et Fouencamps. Il y vécut de 727 à 775, partant chaque nuit à pied pour aller chanter matines à l'église Notre-Dame-des-Martyrs, située à Saint-Acheul, faubourg d'Amiens. Au passage, il emmenait sa fille spirituelle, Ulphe, qui vivait au bord de la Noye à l'emplacement où fut construite en XIIIe siècle l'abbaye du Paraclet.
La vie austère et la grande piété de Domice étaient déjà reconnues de son vivant.
Il mourut le 23 octobre 775 à 80 ans, après avoir béni Ulphe. Il fut inhumé sur le lieu-même de son ermitage.

## Vénération et pèlerinage

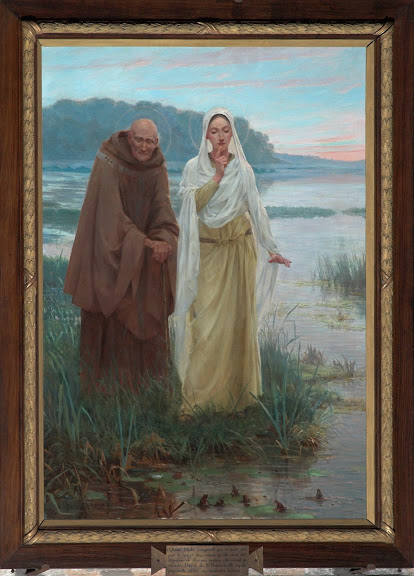
Sainte Ulphe et Saint Domice de Jean de Francqueville.

Bien vite, les foules se pressèrent pour vénérer son tombeau, où, selon la tradition, plusieurs prodiges auraient eu lieu. Les fidèles y érigèrent un petit oratoire, origine de la chapelle actuelle. Le tombeau de Domice resta en place pendant cinq cents ans puis ses reliques furent transportées, le 16 mai 1279, dans la cathédrale d'Amiens (qui venait d'être achevée), par l'évêque Guillaume de Mâcon. Cette grandiose cérémonie se déroula en présence du légat du Pape (qui deviendra pape lui-même sous le nom de Martin IV), du roi de France Philippe le Hardi et du roi d'Angleterre Édouard 1er.
Toutefois, en 1862, l'évêque d'Amiens, Monseigneur Boudinet, restitua à la chapelle de Fouencamps quelques reliques de saint Domice et de sainte Ulphe, relançant ainsi le pèlerinage qui avait lieu auparavant le premier dimanche de mai ; la vénération des reliques avait lieu le 23 octobre, jour anniversaire de la mort du saint.
Jusqu'en 1960, les futurs prêtres du séminaire d'Amiens avaient coutume d'y venir à pieds une fois l'an. Et depuis vingt ans, une messe est célébrée à la chapelle Saint-Domice, le jour du pèlerinage.

## Iconographie
- Maison du pèlerin à Amiens, statue de saint Domice ;
- Saint Domice, sculpture du dessus de la porte d'un vestiaire de chapelle, dans la cathédrale Notre-Dame d'Amiens ;
- Sainte Ulphe et Saint Domice par Jean de Francqueville,  dans une chapelle latérale de la cathédrale d'Amiens.

## Paroisse Saint-Domice
La paroisse Saint-Domice, aujourd'hui, regroupe les églises de Blangy-Tronville, Boves, Cagny, Fouencamps, Glisy et Longueau.
Exposition sur la cathédrale d'Amiens et Sainte Ulphe (parvis) à Amiens

## Pour approfondir